# (15576) Munday
(15576) Munday (2000 GK68) – planetoida z pasa głównego asteroid okrążająca Słońce w ciągu 4,99 lat w średniej odległości 2,92 j.a. Odkryta 5 kwietnia 2000 roku.